# Harry Potter și Prințul Semipur (film)
Harry Potter și Prințul Semipur (în engleză Harry Potter and the Half-Blood Prince), bazat pe romanul omonim scris de J.K. Rowling, este cel de-al șaselea film al seriei de aventuri fantastice Harry Potter. Regizorul filmului este David Yates.
Bruno Delbonnel a fost nominalizat la premiul Oscar pentru cea mai bună imagine, Nicholas Aithadi, Tim Burke, Tim Alexander și John Richardson au fost nominalizați la premiul BAFTA pentru cele mai bune efecte vizuale, iar Stuart Craig și Stephanie McMillan au fost nominalizați la premiul BAFTA pentru cel mai bun design.

## Subiect
Vara este în toi, dar o ceață neobișnuită pentru acest anotimp bate în ferestre. Harry (Daniel Radcliffe) este în camera sa, așteptând ca pe ace vizita domnului profesor Albus Dumbledore (Michael Gambon) în persoană, nefăcându-și însă bagajele. Una dintre ultimele ocazii în care l-a văzut pe director a fost când acesta purta un duel aprig cu Lordul Cap-de-Mort, iar lui Harry nu-i vine să creadă că domnul profesor Dumbledore chiar își va face apariția tocmai în casa familiei Dursley. De ce îl vizitează acum? Ce este atât de important, încât nu poate aștepta până cand Harry se va întoarce la Hogwarts, peste câteva săptămâni? Al șaselea an la Hogwarts al lui Harry a debutat deja într-un mod ciudat, dat fiind că lumea Încuiată și cea magică încep să se împletească. J. K. Rowling proiectează cele mai recente aventuri ale lui Harry Potter din timpul celui de-al șaselea an al lui la Hogwarts, cu o măiestrie desăvârșită și într-un mod care îți ia răsuflarea.
Când Harry ajunge la Hogwarts, Dumbledore începe să-i arate amintirile lui, care mai târziu se leagă între ele și îi dau lui Harry indicii prețioase despre Horcruxuri (obiecte în care Voldemort își depozita câte o parte din suflet pentru a putea supraviețui). La Hogwarts însă este angajat un nou profesor de Poțiuni, Severus Plesneală (Alan Rickman) fiind la Apărare contra magiei negre. Slughorn îi dă și el o amintire lui Harry, amintire ce îl ajută să afle ce sunt Horcruxurile, și, la materia lui, Harry se folosește de o carte veche cu ajutorul căreia va străluci la materia de Poțiuni.Însă pe carte sunt scrise niste indicații de așa-numitul "Prinț Semipur", care se dovedește a fi mai târziu nimeni altul decât Plesneală. Harry află mai târziu că deja a distrus un horcrux în anul doi, în Camera Secretelor. El pornește cu Dumbledore în căutarea horcruxurilor, dar acesta moare atunci când se intoarce, în timp ce devoratorii morții pătrund în școală și îi atacă pe profesori și pe elevi, el fiind ucis de Plesneală. Harry asistă la toate faptele, însă, desigur, sub Pelerina sa Invizibilă.

## Distribuție
- Daniel Radcliffe - Harry Potter
- Rupert Grint - Ron Weasley
- Emma Watson - Hermione Granger
- Helena Bonham Carter - Bellatrix Lestrange
- Tom Felton - Draco Reacredință
- Alan Rickman - Severus Plesneală
- Bonnie Wright - Ginny Weasley
- Michael Gambon - Albus Dumbledore
- Maggie Smith - Minerva McGonagall
- Robbie Coltrane - Rubeus Hagrid

## Premii
Harry Potter și Prințul Semipur a obținut 15 premii în total din 52 de nominalizări.
- Premiul cinematografic Digital Spy pentru cel mai bun film de familie
- Premiul Gouden Flip pentru cel mai bun film
- Premiul IGN pentru cel mai bun film de fantezie
- Premiul MTV Movie Awards pentru cel mai bun răufăcător - Tom Felton (Draco Reacredință)
- Premiul National Movie pentru cel mai bun film de familie
- Premiul Phoenix Film Critics Society pentru cel mai bun film real de familie
- Premiul RAAM pentru filmul anului
- Premiile RAFA pentru Filmul britanic Alan Tichmarsh Show al anului, Filmul muzicii clasice Clasic FM al anului, Cea mai bună utilizare a unei locații din UK într-un film
- Premiile Scream pentru scena 'Ce doamne?!' a anului, și pentru cel mai bun ansamblu
- Premiul SFX pentru cel mai bun film
- Premiul Teen Choice pentru cel mai bun film de acțiune și aventură al verii

## Referențe
1. ↑  Box Office Mojo, accesat în 7 martie 2019
2. ↑  Box Office Mojo, accesat în 7 mai 2022

## Vezi și
- Lista celor mai costisitoare filme